# فرانكو نافارو
فرانكو نافارو (بالإسبانية: Franco Navarro)‏ (مواليد 10 نوفمبر 1961) هو لاعب كرة قدم. يلعب مع منتخب بيرو لكرة القدم. سبق له أن لعب في كأس العالم لكرة القدم مع منتخب بلاده.

## روابط خارجية
- فرانكو نافارو على موقع الاتحاد الدولي (مؤرشف)  (الإنجليزية)
- فرانكو نافارو على موقع قاعدة بيانات كرة القدم.إي يو (الإنجليزية)
- فرانكو نافارو على موقع ناشيونال فوتبول تيمز (الإنجليزية)
- فرانكو نافارو على موقع عالم كرة القدم.نت (الإنجليزية)